# Jungfraujoch
Das Jungfraujoch ist mit 3450 m ü. M. der tiefste Punkt im Verbindungsgrat zwischen dem Mönch und der Jungfrau in den Berner Alpen, auf der Grenze zwischen den Kantonen Bern und Wallis. Das Joch ist weit und stark überfirnt. Aufgrund der auch dort stattfindenden Gletscherschmelze sinkt es jedes Jahr im Schnitt einige Dezimeter ab. Es gehört zu den bedeutendsten Reisezielen in der Schweiz. Etwa 1 Million Touristen (Stand 2018) fahren jährlich zum höchstgelegenen Bahnhof Europas.

## Umgebung

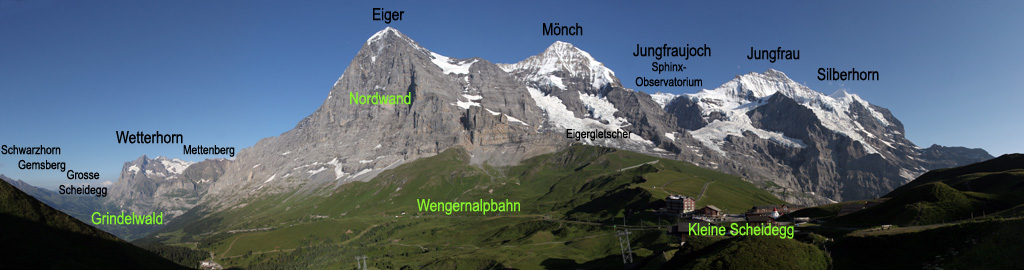
Die Umgebung des Jungfraujochs

In der Umgebung des Jungfraujochs befinden sich einige Viertausender der Berner Alpen. Im Nordosten befinden sich der Mönch (4110 m ü. M.) sowie der Eiger (3967 m ü. M.) und im Südwesten die Jungfrau (4158 m ü. M.). Im Süden des Jungfraujochs ist hinter dem Konkordiaplatz das Aletschhorn zu sehen. 200 Meter westlich befindet sich auf dem Grat zur Jungfrau die 3554 Meter hohe Mathildespitze. Etwa 600 Meter östlich des Jochs erhebt sich die Sphinx, eine markante kleine Spitze mit einer Höhe von 3571 Metern. Sie trägt eine Aussichtsplattform und ein wissenschaftliches Observatorium (Sphinx-Observatorium). In ihrem Innern befindet sich auf 3454 Metern Höhe die Endstation der Jungfraubahn. Diese Station ist der höchstgelegene Bahnhof Europas (daher der Beiname Top of Europe). Durch einen Stollen gelangt man von hier aus auf die Walliser Seite und zum Aletschgletscher. Der schnellste Aufzug der Schweiz führt auf den Gipfel der Sphinx. Ein im Sommer üblicherweise für Spaziergänger präparierter Weg führt vom Jungfraujoch zur Mönchsjochhütte. Beim Jungfraujoch selbst gibt es für Besucher keine Übernachtungsmöglichkeit. Die Stollen werden nachts verschlossen, so dass auch freies Biwakieren nicht möglich ist.

## Passübergang

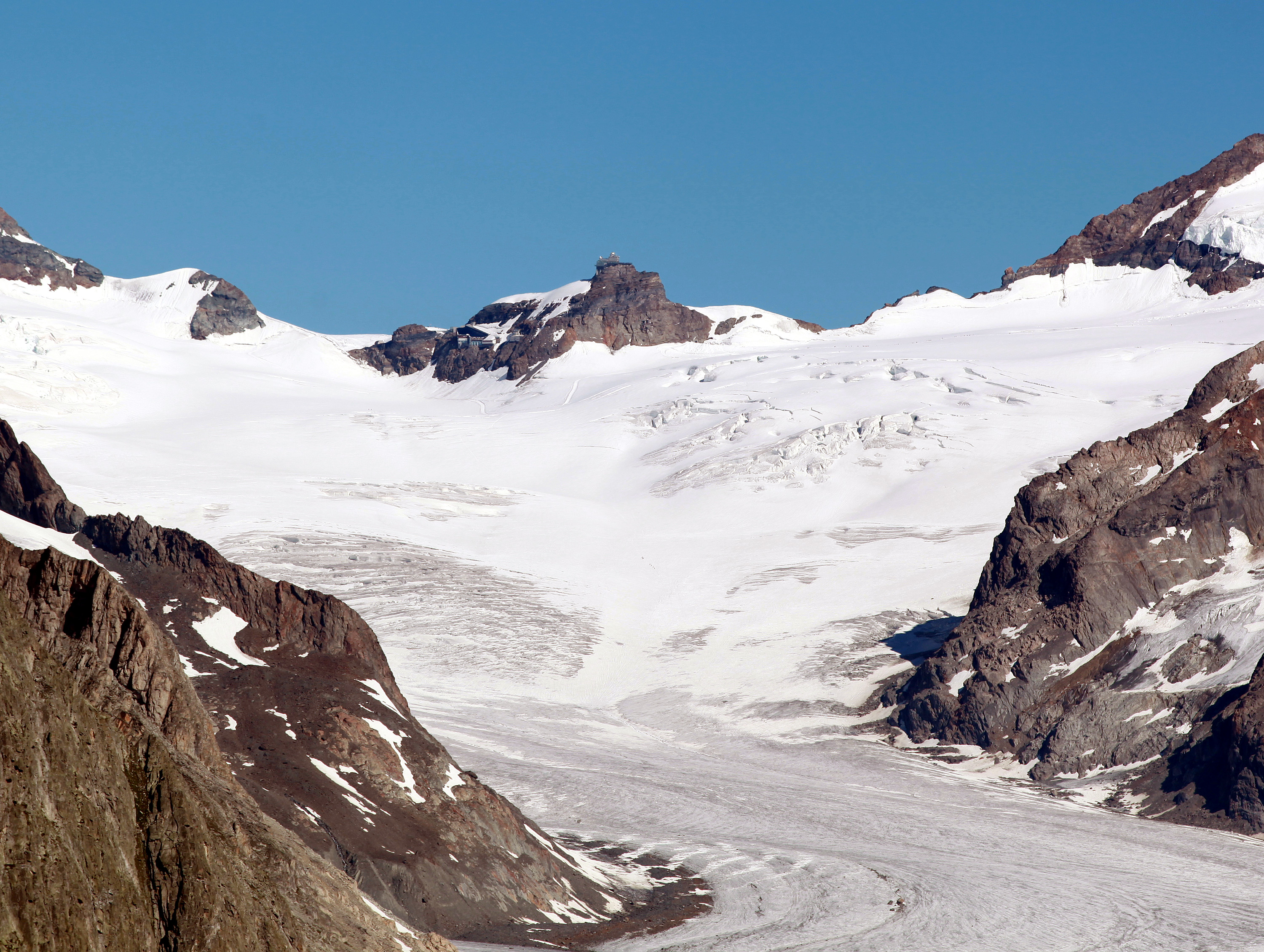
Das Jungfraujoch vom Eggishorn (südliche Richtung) aus gesehen

Als Übergang für Fuss- oder Skitouristen vom Berner Oberland ins Wallis oder umgekehrt besitzt das Jungfraujoch praktisch keine Bedeutung. Der Weg vom Wallis über den Aletschgletscher hinauf ist –  von der Spaltengefahr im Jungfraufirn abgesehen – leicht. Der Aufstieg vom Berner Oberland her ist jedoch eine beschwerliche Hochtour (Steileis, G 5-6, zeitweise unmöglich).

## Erschliessung
Seit dem 1. August 1912 ist das Jungfraujoch durch die Jungfraubahn erschlossen. Von Grindelwald oder Lauterbrunnen erreicht man mit der Wengernalpbahn die Station Kleine Scheidegg. Diese Station auf 2061 m ü. M. ist die „Talstation“ der Jungfraubahn. Von hier aus muss die Jungfraubahn 9,34 Kilometer bezwingen, davon verlaufen die letzten 7,32 km unterirdisch, bis sie am Jungfraujoch ankommt. Die unterirdische Endstation auf 3454 m ü. M. ist der höchste Bahnhof Europas. Auf ihrem Weg hält die Bahn an zwei Stationen: Eigergletscher (2320 m) und Eismeer (3158 m). Seit dem 11. Dezember 2016 wird die Station Eigerwand (2864 m) nicht mehr bedient.

## Bauten und Anlagen
Seit 1912, mit der Eröffnung der Jungfraubahn, wird für das Wohlergehen der Besucher auf dem Jungfraujoch gesorgt. Mehrere Restaurants, aber auch spezielle Aussichtsplattformen und Erlebnisse wurden eigens dafür geplant und realisiert.

### Restaurants
Bereits bei der Eröffnung weihte man das provisorische „Touristenhaus“ mit dem damals höchstgelegenen Restaurant Europas ein. Mit seiner Eröffnung 1924 ergänzte das neue „Berghaus Jungfraujoch“ – mit Giebeldach und in die Felswand gebaut – dieses Touristenhaus. Es wurde als „Das Haus über den Wolken“ bekannt. Im Erdgeschoss befanden sich eine geräumige Wartehalle mit geheiztem Fussboden, Bahn- und Postschaltern und ein Bazar. Besonders ins Auge stach die „Walliserstube“, die mit der Arvenholztäfelung und Anwendung von Naturstein eine besondere Charakteristik erhielt. Gäste aus aller Welt übernachteten in einem der 18 gemütlichen, holzgetäfelten Schlafzimmer mit Waschbecken und Krügen auf dem Nachttisch. Auf der Aussichtslaube stand man am Ursprung des längsten und grössten zusammenhängenden Gletschers der Alpen, dem Aletschgletscher. 1972 wütete im Berghaus ein Feuer mit erheblichen Folgen: Lediglich das Bahnbüro, die Perronanlage in der rückwärtigen Felsenkaverne sowie die Forschungsstation konnten vor dem Feuer geschützt werden. Nach dem Unglück lud die Jungfraubahn Architekten zu einem Wettbewerb ein, ein neues Gebäude zu entwerfen. Der Gewinner war Ernst E. Anderegg mit dem im Hang eingefügten „Top of Europe“, das 1987 eingeweiht wurde.

### Sphinx-Observatorium und Forschungsstation

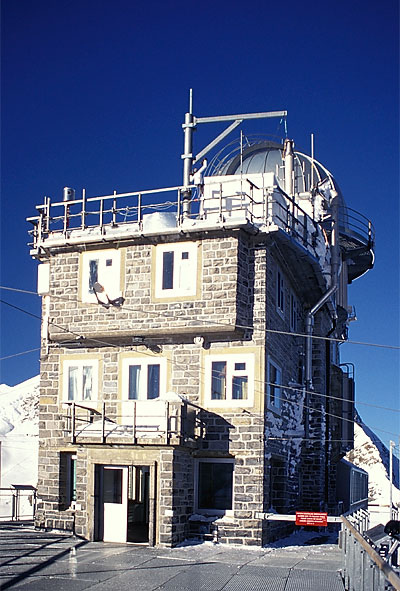
Sphinx-Observatorium

Bereits vor Baubeginn der Jungfraubahn war die Einrichtung eines Observatoriums und einer meteorologischen Forschungsstation vom Gründer der Bahn, Adolf Guyer-Zeller, geplant. 1931 konnten die Laboratorien für Meteorologie, Glaziologie, Strahlungsforschung, Astronomie, Physiologie und Medizin auf (3571 m ü. M.) mit einem Felsenheim für 13 Forscher eingeweiht werden. 1937 wurde das Sphinx-Observatorium bezogen. 1950 wurde dem Observatorium die Kuppel für astronomische Beobachtungen aufgesetzt, die seither immer wieder den modernsten Erfordernissen der Wissenschaft angepasst wird. Das Forschungsgebäude selbst ist nicht zu besichtigen.
Unterhalb des Sphinx-Observatoriums und östlich des Bahnhofs und der Restaurants befindet sich die Hochalpine Forschungsstation, eine an die Universität Bern angegliederte Forschungseinrichtung der International Foundation High Altitude Research Stations Jungfraujoch and Gornergrat. Die Gästezimmer der Forschungsstation sind die einzige Übernachtungsmöglichkeit auf dem Jungfraujoch, aber nur Wissenschaftlern und den Betreuern vorbehalten.
Das Observatorium ist mit einem 111,4 Meter langen Lift erschlossen. Die Aussichtsplattform bietet den Besuchern bei schönem Wetter einen Ausblick bis in die Nachbarländer Frankreich, Deutschland und Italien. 1993 wurde die Sphinx für die Besucher renoviert. Drei Jahre waren nötig, um sie gemeinsam mit der schnellsten Liftanlage der Schweiz, der verglasten Aussichtshalle und der rund um das Gebäude verlaufenden Terrasse fertigzustellen.

### Eispalast
Zwei Bergführer begannen in den 30er Jahren eine gewaltige Halle aus dem Gletschereis zu schneiden. In Handarbeit, mit Eispickel und Säge, entstand ein 1'000 Quadratmeter grosses Labyrinth – der Eispalast. Das 1934 begonnene Werk ist nie vollendet worden. Durch die Ausdünstung der tausenden Besucher muss die Grotte auf minus drei Grad künstlich klimatisiert werden. Die Decken und das Gewölbe der Gänge  müssen regelmässig nachgehauen werden. 1992 bekam der Eispalast einen neuen Zugang und ist seit 2002 durch den Ice-Gateway erreichbar.

### Post
Auf dem Jungfraujoch liegt auch das höchstgelegene Postbüro Europas mit der eigenen Postleitzahl 3801. Obwohl die Postleitzahl gemäss Schweizerischer Post dem Kanton Wallis zugewiesen ist, so befindet sie sich dennoch im Zahlengebiet 38xx der im Tal liegenden Gemeinden des Kantons Bern.

### Richtstrahlstation Ostgrat
Am Ostgrat der Jungfrau auf nicht ganz 3700 Meter Höhe befand sich die 2011 abgebaute Richtstrahlstation Ostgrat. Vom Jungfraujoch führen eine teilweise durch den Gletscher geführte Stollenbahn sowie eine einspurige Standseilbahn zur Anlage. In der Mitte der Standseilbahnstrecke befindet sich eine Zwischenstation, welche für Forschungszwecke genutzt wird. Es existieren dort Photovoltaik-Testanlagen.

### Versorgung
Die intensive Sonnenstrahlung bietet sich zur Energienutzung an. So wird die tagsüber einfallende Wärme für die Nacht gespeichert. Aber auch die zahlreichen sonst kaum beachteten Wärmequellen – von Lampen über Elektrogeräte bis zur Körperwärme der anwesenden Personen – werden in die Regulierung der Raumtemperatur einbezogen. So gibt es im gesamten Berghaus keinen Heizkörper. Sogar wenn die Sonne nicht scheint und die Aussentemperatur bei minus 30  °C liegt, kann tagsüber auf zusätzliche Heizungen verzichtet werden. Nur nachts wird über die Lüftungsanlage mit elektrischer Energie so viel Wärme zugeführt, dass eine Raumtemperatur von mindestens 18 °C erhalten bleibt.
Brauchwasser wird aus Schnee gewonnen und aufbereitet. In Trockenperioden muss es nach wie vor mit Zisternenwagen auf der Schiene von der Kleinen Scheidegg heraufgebracht werden. Für das Jahr 2012 ist ein neues Projekt geplant, bei dem das Wasser durch Leitungen von der Kleinen Scheidegg mit Druckluft hinauf auf das Jungfraujoch gepumpt wird. Somit können die Zisternentransporte reduziert werden.
Das Abwasser lässt sich nicht mehr in den Gletscherschrund einleiten. Deshalb wurde eine 9,4 Kilometer lange Abwasserleitung ins Tal installiert. Sämtliche Abwässer aus Küchen, Unterkünften und Toiletten können auf diese Weise umweltfreundlich entsorgt werden.

## Klima
Auf dem Jungfraujoch herrschen extreme Klimabedingungen. Die mittlere Jahrestemperatur beträgt −6,7 °C mit Schwankungen von −37 °C bis +13 °C. Die Windgeschwindigkeit kann bis zu 260 km/h betragen. Die Sonne scheint jährlich durchschnittlich 1773 Stunden. Zu jeder Jahreszeit muss mit starken Vereisungen, Schneefall und Lawinen gerechnet werden. Die Messstation von MeteoSchweiz liegt auf einer Höhe von 3571 m ü. M.
|                        | Jan   | Feb   | Mär   | Apr   | Mai  | Jun  | Jul  | Aug  | Sep  | Okt  | Nov   | Dez   |   |      |
| Mittl. Temperatur (°C) | −12,5 | −13,3 | −11,6 | −9,4  | −5,2 | −1,5 | 0,4  | 0,6  | −2,4 | −4,9 | −9,2  | −11,7 | ⌀ | −6,7 |
| Mittl. Tagesmax. (°C)  | −9,5  | −10,2 | −8,6  | −6,3  | −2,1 | 1,7  | 3,4  | 3,5  | 0,5  | −2,2 | −6,5  | −8,7  | ⌀ | −3,7 |
| Mittl. Tagesmin. (°C)  | −15,5 | −16,3 | −14,4 | −12,0 | −7,8 | −4,0 | −2,1 | −1,7 | −4,7 | −7,4 | −11,8 | −14,5 | ⌀ | −9,3 |
|                        |       |       |       |       |      |      |      |      |      |      |       |       |   |      |
| Sonnenstunden (h/d)    | 3,8   | 4,3   | 5,2   | 5,3   | 4,9  | 5,7  | 5,8  | 5,9  | 5,8  | 4,7  | 3,5   | 3,3   | ⌀ | 4,9  |
|                        |       |       |       |       |      |      |      |      |      |      |       |       |   |      |
| Luftfeuchtigkeit (%)   | 63    | 65    | 67    | 72    | 78   | 77   | 76   | 74   | 71   | 66   | 68    | 65    | ⌀ | 70,2 |

| −15,5 |

| −16,3 |

| −14,4 |

| −12,0 |

| −7,8 |

| −4,0 |

| −2,1 |

| −1,7 |

| −4,7 |

| −7,4 |

| −11,8 |

| −14,5 |

| −15,5 |

| −16,3 |

| −14,4 |

| −12,0 |

| −7,8 |

| −4,0 |

| −2,1 |

| −1,7 |

| −4,7 |

| −7,4 |

| −11,8 |

| −14,5 |

## Tiere
Bis zum Jahr 2009 waren auf dem Gletscher täglich 25 Polarhunde im Einsatz. Auf einer präparierten Piste (rund 500 Meter lang) zogen die Hunde Schlitten mit Besuchern, waren aber auch für Postsendungen und Lebensmitteltransporte von Wengen zum Eigergletscher im Einsatz. Das Rudel galt als das meistfotografierte Motiv auf dem Jungfraujoch.
Für Ornithologen ist die Hochgebirgsregion interessant, da verschiedene Vogelarten zum Teil auch überwintern.  Der Schneefink beispielsweise nistet und schläft in den schroffen Felswänden und findet bei den Behausungen der Forscher Futter.